# Cytoplasmatisch-männliche Sterilität
Als Zytoplasmatisch-kerngenetische Pollensterilität (englisch Cytoplasmatic male sterility, CMS) werden maternal vererbte Mutationen verschiedener Pflanzenarten bezeichnet, die zu einer Verkümmerung der Staubbeutel (Antheren) und damit zur männlichen Unfruchtbarkeit dieser Pflanze führen. Die bei CMS mutierten Gene sind Bestandteil der mitochondrialen DNA.
CMS wird in der Pflanzenzüchtung und Saatgutproduktion zur erleichterten Gewinnung von Hybrid-Saatgut eingesetzt (CMS-Technik). Bei dieser Anwendung dient CMS dazu, die Selbstbefruchtung der als mütterlich vorgesehenen Linie zu verhindern. Sofern die entstehende F1-Hybride in der Lage sein soll, sich selbst zu befruchten (notwendig bei Kulturpflanzen, deren Früchte oder Samen genutzt werden), so muss die männliche Linie über ein sogenanntes Restorergen verfügen, das die CMS wieder aufhebt. Die Folge ist, dass die Nachkommen des Kreuzungspartners wieder eigenen fertile Pollen produzieren und sich somit wieder selbst und gegenseitig befruchten können. Die Sterilität kann aber auch durch extreme Umweltbedingungen wie Hitze, Trockenheit oder Starkregen aufgehoben werden.
Die Einbringung der mit CMS verknüpften Gene kann in einigen Fällen durch klassische Methoden der Pflanzenzüchtung erfolgen. Oftmals werden hingegen molekular- oder zellbiologische Methoden wie Zellfusion oder Protoplastenfusion angewendet. Letztere gelten nicht als gentechnische Methoden und erzeugte Organismen gelten nicht als gentechnisch veränderte Organismen im Sinne der EU-Freisetzungsrichtlinie oder dem deutschen Gentechnikgesetz, sofern der entstandene Organismus auch durch klassische Methoden hätte erzeugt werden können.

## Geschichte
Die Entdeckung der Cytoplasmatisch-Männlichen Sterilität geht auf den Naturwissenschaftler Joseph Gottlieb Kölreuter zurück, der die Abtreibung der Staubbeutel beobachtet hat. Mittlerweile ist die cytoplasmatisch-männliche Sterilität in über 150 Pflanzenarten nachgewiesen worden. Beispiele sind Mais, Raps, Roggen, Brokkoli, Salat, Blumenkohl, Grünkohl, Rot- und Weißkohl, Wirsing, Japanischer Rettich, Chicoree und Möhren.
Die erste züchterisch genutzte CMS bei Mais, CMS-T, wurde in den 1950er Jahren in Texas (USA) entdeckt. Mit dem Einsatz von CMS-T konnte auf die Abtrennung der Antheren der Mutterpflanzen ("Entfahnen") verzichtet werden.

## Ökologischer Landbau
Nach rechtlicher Grundlage sind CMS-Sorten für den ökologischen Landbau zugelassen und sind auch im ökologischen Landbau in Verwendung. Die Verbände Demeter, Naturland, Bioland, Verbund Ökohöfe und Bio Austria erlauben die Verwendung von Hybriden, die mit CMS-Technik hergestellt wurden, laut eigenen Informationen nicht. Beim Verband Bio Suisse sind CMS-Sorten, mit Ausnahme von Blumenkohl (inkl. Romanesco, farbige Blumenkohltypen), Brokkoli, Weißkohl, Wirsing und Chicorée, nicht mehr zugelassen.

## Probleme und Risiken
Durch wechselhafte Umweltbedingungen können ganze Ernten vernichtet und Menschen vor große Probleme gestellt werden. Oft entscheiden Ernten über Leben. Menschen in Entwicklungsländern sind meistens abhängig von den Erträgen, die ihre Lebensversicherung bilden. Doch häufig ist das Saatgut auch so teuer, dass sich nicht alle Menschen dieses leisten können. In vielen Fällen müssen dann Organisationen eingreifen.
In den 1970er Jahren kam es in den USA zu großen Ertragsausfällen (Verlust von 15 % der Ernte), weil ein einziges CMS-System (Texas-Cytoplasma) zu 80 % verwendet wurde, die Wetterbedingungen für das CMS-System aber zu schlecht waren und so die Ernte einschränkte.
Aber auch in Deutschland können ganze Ernten vernichtet werden.
Durch die CMS-Methode wird die genetische Diversität stark eingeschränkt, weil die Pflanzen nach eingeschränkten Qualitätskriterien verändert werden. Es könnten außerdem unerwünschte Nebenwirkungen auftreten, wie z. B. eine stark erhöhte Anfälligkeit von Mais gegenüber Blattdürrepilzen. Die Veränderung der Blühorgane an den Pflanzen könnten negative Auswirkungen auf Insekten haben, die auf die Pollen der Pflanzen angewiesen sind.
Die Möglichkeiten des Nachbaus (Landwirteprivileg) wird durch die Hybridzüchtung außer Kraft gesetzt. Die F1-Samen müssen für jede Generation neu hergestellt werden.
Die Hybridisierung ist ein teures und aufwändiges Verfahren, welches eine Monopolstellung der Saatgutfirmen hervorruft. Je größer das Angebot dieser Saatgutfirmen wird, desto mehr steigt die Abhängigkeit der Landwirte, weil das Saatgut einen besseren Ertrag mit sich führt.

## Weiterführende Literatur
- Ellen Norten, Angela Lindner: Gentechnik im Alltag – Wo sie uns begegnet und wie wir mit ihr leben. 106 Seiten. Egmont Vgs. 1997. ISBN 978-3-8025-1350-3
- Klaus Wöhrmann, Jürgen Tomiuk und Andreas Sentker: Früchte der Zukunft? Grüne Gentechnik. 228 Seiten. WILEY-VCH. 1. Aufl. 1999. ISBN 978-3-527-29624-8.